# Мудехарские восстания
Мудехарские восстания (исп. Las revueltas mudéjares) — мятежи мусульманского населения (мудехаров), попавшего под власть официально христианских государств Иберийского полуострова по мере продвижения Реконкисты на юг. В целом, все они завершились поражением мусульман. Восставшие подвергались казням, репрессиям и депортациям. Понимая безвыходность своего положения, многие мудехары уезжали с пиратами в страны Магриба или же переходили в христианство. Прагматические эдикты 1501—1502 годов заставили всех нехристиан Испании принять католичество. Но некоторые мориски продолжали практиковать крипто-ислам, а потому продолжали подвергаться дискриминации, и как следствие, сами неоднократно поднимали восстания. Изгнание морисков 1609—1614 года завершило период религиозных восстаний, хотя не все из них имели исключительно религиозный характер.

## Список мудехарских восстаний
- Мудехарское восстание (1244), Валенсия
- Мудехарское восстание (1248—1258), Валенсия
- Мудехарское восстание (1276), Валенсия, поселение Алькой.
- Мудехарское восстание (1264) (Севилья, Мурсия) произошло после захвата нижней Иберии Кастильской короной. Было подавлено в довольно жёсткой форме. После подавления восстания Гвадалаквивирская низменность лишилась большей части своего довоенного мусульманского населения, которое бежало или было насильно выселено в Гранадский эмират. Тем не менее, мусульманское население Мурсии сохранилось.
- Мудехарское восстание (1276—1304) затронуло мусульман Арагона, Аликанте и Валенсии. Было также подавлено, но без массовых депортаций.
- Мудехарское восстание (1490) затронуло Гранадский эмират накануне падения Гранады [1]
- Восстание гранадских мусульман 1499—1502

## Восстания морисков
Между 1501—1526 гг. все мусульмане современной Испании номинально приняли католичество.
- Эспаданское восстание (1526) года
- Альпухарское восстание 1568—1571
- Альбаисинское восстание

## Другие
Недовольство мусульманского крестьянства сыграло некоторую роль в так называемом Братском восстании 1519—1523 гг.